# Polydesmus vicarius
Polydesmus vicarius är en mångfotingart som beskrevs av Karsch 1881. Polydesmus vicarius ingår i släktet Polydesmus och familjen plattdubbelfotingar. Inga underarter finns listade i Catalogue of Life.